# LeChuck
LeChuck is een fictieve piraat uit de "Monkey Island"-reeks, een click&point avonturenspel. De spellen werden gemaakt door LucasArts, Telltale Games en Terrible Toybox.
LeChuck kan het best gekenmerkt worden als een harteloos, sadistisch, intelligent, te zelfverzekerd personage. Omwille van zijn lichtgelovigheid vallen veel van zijn plannen in duigen of lopen niet als verwacht.

## Rol van LeChuck in de verschillende spellen

### Monkey Island 1: The Secret of Monkey Island (SMI)
LeChuck is een aanbidder van Elaine Marley. Elaine is de gouverneur van enkele fictieve eilanden in de Caraïben. Elaine ziet een relatie niet zitten. Op een huwelijksaanzoek van LeChuck heeft ze daarom geantwoord: "LeChuck, val dood". Uit bewondering heeft LeChuck dat dan ook maar gedaan.
Nu is LeChuck terug als geest-piraat. Hij is er nog steeds van overtuigd dat Elaine met hem wil trouwen. Daarom ontvoert hij haar naar de "levende spelonken" onder Monkey Island.
Ondertussen is Guybrush Threepwood ook verliefd geworden op Elaine. Hij zoekt een manier waardoor het huwelijk tussen LeChuck en Elaine niet doorgaat. LeChuck tracht via voodoo-spreuken Guybrush te vermoorden. Dit lukt echter niet. Guybrush heeft wel een voodoo-recept gevonden waardoor hij de geest van LeChuck vernietigd. In de laatste scènes explodeert LeChuck wat een prachtig vuurwerk met zich meebrengt.

### Monkey Island 2: LeChuck's Revenge (MI2)
Guybrush heeft de baard van LeChuck bijgehouden als trofee. Door een stommiteit belandt deze baard bij Largo Legrande die ooit voor LeChuck heeft gewerkt. Via een voodoo-ritueel zorgt Largo ervoor dat LeChuck terugkomt. Deze keer niet als geest, maar wel als voodoo-zombie.
LeChuck wil wraak nemen op Guybrush en tracht hem te vermoorden in de onderaardse gangen onder Dinky Island. Guybrush is op dat eiland omdat hij op zoek is naar de schat "Big Whoop".
LeChuck slaagt er niet in om Guybrush te vernietigen. Bij elke poging transporteert hij Guybrush naar een andere plaats. Guybrush maakt een voodoo-pop. Wanneer hij deze gebruikt denkt hij LeChuck te hebben verslagen. We zien beiden dan als kleine kinderen en het lijkt alsof alles zich heeft afgespeeld in de fantasiewereld van die kinderen. Ook is LeChuck de kleine broer van Guybrush: Chuckie genaamd. De ouders van Guybrush en LeChuck komen op en nemen hen mee naar het pretpark "Carnival of the Damned" dat zich (vermoedelijk) op Monkey Island bevindt dat ze via een ondergronds tunnellabyrinth hebben bereikt. LeChuck zijn ogen lichten nog even groen op. Elaine Marley insinueert dat LeChuck een vloek over Guybrush heeft uitgesproken waardoor deze laatste denkt een klein kind te zijn.

### Monkey Island 3: The Curse of Monkey Island (CMI)
LeChuck heeft de aanval ingezet op "Plunder Island". Dit is een van de eilanden waarvan Elaine gouverneur is. Guybrush heeft de voodoo-spreuk van zich kunnen afwerpen en is ontsnapt uit Big Whoop, dat behoort tot het pretpark "Carnival of the Damned". Hij drijft in zee rond in een botsauto en wordt daar opgepikt door het schip van LeChuck.
LeChuck wil een voodoo-kanonbal afvuren. Deze was bedoeld om Elaine om te brengen omdat ze nog steeds weigert om te trouwen met LeChuck. Door een fout ontploft LeChuck die nog steeds als zombie rondliep. LeChuck komt gereïncarneerd terug in de vorm van een demon. Op Monkey Island maakt hij een nieuw leger. Dat leger moet op zoek gaan naar Elaine en Guybrush. Ze worden gevonden op Blood Island en overgebracht naar het pretpark op Monkey Island.
LeChuck vertelt aan Guybrush dat "Big Whoop" geen schat is. Het is een lava-stroom die mensen omtovert tot zombies/ondoden die vervolgens het leger van LeChuck vervoegen. LeChuck had deze lava-stroom ontdekt rond dezelfde tijd dat de grootvader van Elaine ook op zoek was naar "Big Whoop". LeChuck heeft deze avonturiers vermoord, maar hun dood in scène gezet zodat het niet leek alsof ze werden vermoord. Boven de lavastroom heeft hij een pretpark gebouwd.
Nu tracht LeChuck om Guybrush door de lavastroom te halen. Hiervoor heeft LeChuck een speciale attractie: Death Ride. LeChuck kan de rails van deze attractie verzetten waardoor het spoor naar de lavastroom gaat. Toch slagen Guybrush en Elaine erin om de rails terug te verzetten. Guybrush en Elaine kunnen ontsnappen. LeChuck komt bij een ontploffing gevangen te zitten in een enorme ijsmassa.

### Monkey Island 4: Escape from Monkey Island (EMI)
Ozzie Mandril, een Australische vastgoedmakelaar, heeft LeChuck bevrijdt uit de ijsmassa waarin hij werd bedolven. Beiden gaan samen op zoek naar "de ultieme belediging": dit is een voodoo-talisman. LeChuck wil deze vooral gebruiken om Elaine aan zijn zijde te krijgen zodat hij met haar kan trouwen.
Elaine en Guybrush arriveren na hun huwelijksreis terug op Mëlée Island. Daar blijkt dat ze als dood werden opgegeven. De verkiezingen zijn begonnen en de enige kandidaat is Charles L. Charles. Charles wint de verkiezingen en dan blijkt dat dit in werkelijkheid LeChuck is. LeChuck verbant Guybrush naar Monkey Island.
Guybrush ontdekt op Monkey Island dat kluizenaar Herman Toothrot in werkelijkheid de grootvader is van Elaine: Horatio Marley. Samen ontsnappen ze via een reuzegrote robot in de vorm van een aap. Horatio zijn boot werd jaren geleden door LeChuck in een draaikolk gedreven, maar Horatio heeft de moordpoging overleeft.
LeChuck heeft ooit een reuzegroot standbeeld van zichzelf gemaakt. Via voodoo tovert hij dit standbeeld ook om tot een soortgelijke robot. In een "Monkey Kombat"-gevecht vertrappelt LeChuck per toeval Ozzie Mandril. LeChuck verliest het gevecht: zijn standbeeld ontploft en er blijft enkel een grote krater over.

### Monkey Island 5: Tales of Monkey Island (TMI)
Tien jaar na Secret of Monkey Island ontvoert LeChuck nogmaals Elaine. LeChuck heeft enkele apen ontvoerd. Via een verboden voodoo-ritueel wil hij heerser van de zee worden. Guybrush komt Elaine bevrijden en LeChuck vernietigen.
Omwille van omstandigheden verandert Guybrush LeChuck tot een levende, goedgezinde man. Het kwade van LeChuck verspreidt zich via de lucht over de Caraïben. Stilletjes aan geraken de bewoners van de eilanden geïnfecteerd met "de pokken van LeChuck" waardoor ze het kwade van hem overnemen.
Terwijl Guybrush op zoek gaat naar een remedie tegen de pokken, brengen LeChuck en Elaine de apen terug. Er lijkt tussen hen een romance te ontstaan. LeChuck vergeeft Guybrush voor al wat hij in het verleden heeft gedaan. Ook zorgt hij ervoor dat Guybrush niet wordt veroordeeld tijdens een rechtszaak, maar wel de voodoo-dame.
In werkelijkheid brengt LeChuck de apen niet terug, maar zet hij ze op strategische plaatsen rondom de eilanden. Wanneer Guybrush de remedie heeft gevonden, steekt LeChuck hem met zijn zwaard neer.
Guybrush komt terecht in het hiernamaals. Hij slaagt erin om zijn ziel terug met zijn lichaam te koppelen. Elaine en de geest van Morgan LeFlay krijgen LeChuck op een van de wormgaten naar het hiernamaals. Daar steken zowel Elaine en Morgan de piraat LeChuck neer. Daardoor is zowel de fysische als spiritistische vorm van LeChuck dood.
Helemaal op het einde verneemt de speler dat Morgan LeFlay toch nog restanten heeft gevonden van LeChuck. Zij is hier naar op zoek gegaan op vraag van de voodoo-dame. In ruil zal de voodoo-dame ervoor zorgen dat Morgan terug naar de levende wereld kan.
In het spel wordt door Murray, ooit een aanhanger van LeChuck, vermeld dat het pretpark "Carnival of the Damned" werd vernield.

### Monkey Island 6: Return to Monkey Island (RMI)
LeChuck heeft een expeditie opgezet om met zijn schip LeShip te varen naar Monkey Island. Guybrush geraakt aan boord dankzij een magisch ooglap waardoor hij een ander uiterlijk krijgt. Het voodoo-ritueel om Monkey Island te bereiken mislukt. De piratenleiders van Mêlée Island hebben hun eigen expeditie opgezet, dus moet er een manier gevonden worden om dat schip richting Monkey Island te laten varen en te kunnen achtervolgen. Op Monkey Island duwt LeChuck Guybrush van de klif denkende dat hij de val niet heeft overleeft.

## Vormen van LeChuck
| Spel | In de vorm van | Dood/Transformatie veroorzaakt door | Spel verrijzenis | Manier                                                                                                   | Vorm terugkeer                               |
| ---- | -------------- | --- | ---------------- | --- | -------------------------------------------- |
| SMI  | Mens           | In het begin wordt vermeld dat LeChuck ooit een huwelijksaanzoek had gedaan richting Elaine. Haar antwoord was: "LeChuck, val dood!" LeChuck heeft dit dan ook maar gedaan. | SMI              | LeChuck is dankzij Big Whoop kunnen terugkeren als geest.                                                | Geest                                        |
| SMI  | Geest          | Guybrush vernietigt LeChuck met een spray die geesten vernietigd. | MI2              | Largo kan LeChuck doen reïncarneren via de restanten van deze laatste zijn baard                         | Zombie                                       |
| CMI  | Zombie         | In het begin van het spel ontploft een voodoo kanonbal en lijkt LeChuck verslagen te zijn.                                                                                  | CMI              | Omwille van de voodookrachten die zijn vrijgekomen, keert LeChuck zo goed als onmiddellijk terug.        | Demon                                        |
| CMI  | Demon          | Op het einde van het spel belandt LeChuck onder een ijsmassa en lijkt hij te zijn verslagen.                                                                                | EMI              | In het spel wordt vermeld dat Ozzie Mandril LeChuck heeft bevrijd.                                       | Demon                                        |
| EMI  | Demon          | LeChuck verdwijnt spoorloos na een explosie van voodoo-energie | TMI              | Waarschijnlijk via een voodoo-ritueel dat hij in de crossroads uitvoerde                                 | Zombie                                       |
| TMI  | Zombie         | Guybrush steekt hem neer met een zwaard dat voodoo-krachten bezit | TMI              | LeChuck keert terug als mens                                                                             | Mens                                         |
| TMI  | Mens           | Nadat "La Esponja Grande" die ziekte "Pokken van LeChuck" heeft verdreven in "The trial and Execution of Guybrush Threepwood", wordt LeChuck getransformeerd.               | TMI              | Neveneffect van "La Esponja Grande"                                                                      | Zombie                                       |
| TMI  | Zombie         | Door het openen van de crossroads in "Rise of the Pirate God" tussen het heden en het hiernamaals krijgt LeChuck een grote hoeveelheid "zwarte voodoo" binnen.              | TMI              | Door deze energie transformeert LeChuck.                                                                 | God                                          |
| TMI  | God            | LeChuck wordt neergestoken op de doorgang van de crossroads door Elaine (heden) en Morgan (hiernamaals). Daardoor wordt LeChuck vernietigd                                  | TMI              | Morgan bezorgt de voodoo-dame de overblijfselen van LeChuck in ruil voor de terugkeer naar de leefwereld | ??? (wordt niet kenbaar gemaakt in het spel) |